# Raimat
Raimat, en ortografia tradicional Raïmat, és una entitat municipal descentralitzada de Lleida, situada a 14 km al nord-oest de la ciutat en direcció a Almacelles. L'any 2019 tenia 505 habitants.
El poble havia quedat despoblat des de la Guerra dels Segadors i només quedava un castell àrab mig en runes. El 1914, Manuel Raventós i Domènech va adquirir 3.200 hectàrees de terres ermes i les convertiria en un cas únic de colonització agrària a l'Europa del segle xx. Avui, amb 1.700 hectàrees, és el cultiu de vinya més gran d'Europa d'un sol propietari.
El 1910 s'havia construït el canal d'Aragó i Catalunya. Durant els anys de la Primera Guerra Mundial, Manuel Raventós va fer construir 100 km de séquies per dur l'aigua des del canal fins a les terres de Raimat. Alhora, per reduir la salinitat, va plantar 50.000 arbres.
Va encarregar la construcció dels cellers, les cases dels colons i l'església a l'arquitecte modernista Joan Rubió i Bellver, deixeble d'Antoni Gaudí. El celler, construït el 1918, fou una primerenca edificació de formigó armat, una tècnica utilitzada per primer cop a Espanya per Francesc Macià al  dipòsit de Puigverd de Lleida el 1893. Era una nau de 150 metres de llargària per 33 d'amplada. L'església del Sagrat Cor es va consagrar el 1922. A semblança del gòtic català, és d'una sola nau amb contraforts i capelles laterals i amb els típics arcs parabòlics del modernisme.
Als anys 1930 es va començar a veremar el raïm. Un dels problemes eren els conills que es menjaven els brots. Es va estimular la caça del conill en tots els pobles veïns, fins al punt que es va fer famós el plat dit «conill a la raïmat». No n'hi va haver prou i es van introduir unes serps d'Austràlia inofensives per a l'home. Avui encara s'hi poden trobar els exemplars que s'han aclimatat.
Manuel Raventós va cedir uns terrenys als jesuïtes per a construir-hi un col·legi, avui anomenat Col·legi Claver. Els habitants de Raimat hi podien accedir gratuïtament. A més, gràcies a l'acord, el poble disposava d'un capellà, encara que no era una parròquia.
Els cellers van adoptar l'antic escut del castell: una mà estesa cap avall i un gotim de raïm. Per conveniència comercial es va girar l'escut de forma que la mà apunta cap amunt. Als anys 1960 es van replantar ceps californians que van permetre aconseguir un vi de qualitat. Sota l'èxit del vi de Raïmat es va constituir, el 1983, la Denominació d'Origen Costers del Segre.
Amb l'excepció de les cases, tot el poble era de propietat de la família Raventós, anomenada eufemísticament «la família». El 1999 es va arribar a un acord entre l'Associació de Veïns de Raimat, la Paeria de Lleida i la família Raventós en el qual se cedien els carrers a la propietat pública. Va ser el primer pas per a la constitució d'una entitat municipal descentralitzada.
Hi morí el músic Antoni Massana i Bertran (Barcelona, 1890 - Raïmat, 1966), jesuïta, que fou enterrat al cementiri.